# Baljen
Baljen (izvirno srbsko Баљен) je naselje v Srbiji, ki upravno spada pod Občino Tutin; slednja pa je del Raškega upravnega okraja.

## Demografija
V naselju živi 49 polnoletnih prebivalcev, pri čemer je njihova povprečna starost 30,8 let (31,1 pri moških in 30,6 pri ženskah). Naselje ima 16 gospodinjstev, pri čemer je povprečno število članov na gospodinjstvo 4,50.
Po podatkih popisa iz leta 2002 prebivalstvo v celoti predstavljajo Bošnjaki.
|  |

| Demografija | Demografija     | Demografija     |
| Leto        | Št. prebivalcev | Št. prebivalcev |
| ----------- | --------------- | --------------- |
|             |                 |                 |
|             |                 |                 |
|             |                 |                 |
|             |                 |                 |
| 1948        | 98              |                 |
| 1953        | 103             |                 |
| 1961        | 127             |                 |
| 1971        | 82              |                 |
| 1981        | 97              |                 |
| 1991        | 100             | 100             |
| 2002        | 82              | 72              |
|             |                 |                 |

| Etnična sestava po popisu iz leta 2002 | Etnična sestava po popisu iz leta 2002 | Etnična sestava po popisu iz leta 2002 | Etnična sestava po popisu iz leta 2002 | Etnična sestava po popisu iz leta 2002 |
| -------------------------------------- | -------------------------------------- | -------------------------------------- | -------------------------------------- | -------------------------------------- |
| Bošnjaki                               | Bošnjaki                               |                                        | 72                                     | 100,0%                                 |
| Neznano                                | Neznano                                |                                        | 0                                      | 0,0%                                   |